# Alaryk II

Królestwo Wizygotów w czasach Alaryka II

Alaryk II (zm. 507) – władca Wizygotów w latach 484-507 z rodu Baltów, syn i następca Euryka.

## Życiorys
W roku 490 Alaryk II pomyślnie interweniował w Italii na rzecz Teodoryka ostrogockiego w jego walce z Odoakrem.
Za jego panowania doszło do postępu w integracji ariańskich Wizygotów z katolicką ludnością podbitych terytoriów. 5 lutego 506 Alaryk II kazał opublikować zbiór praw Lex Romana Visigothorum, który likwidował dualizm prawny między rządzącymi się własnym prawem Gotami a ludnością galo- i hiszpanorzymską, posługującą się prawem rzymskim.
Władca zginął pod Vouillé (mówi się też pod Poitiers) w bitwie z wojskiem Chlodwiga I. Większość galijskich ziem Wizygotów przeszło pod panowanie Franków.
Alaryk miał dwóch synów:
- Gesalek – starszy i nieślubny, objął po ojcu władzę;
- Amalaryk – z żoną Teodegotą, córką Teoderyka Wielkiego.